# 막시밀리안 울리세스 브로운
막시밀리안 울리세스 브로운(Maximilian Ulysses Browne, 1705년 10월 23일 - 1757년 6월 26일) 또는 맥시밀리안 율리시즈 브라운은 18세기 중반 오스트리아의 장군이다. 제3대 브로운 백작(Reichsgraf von Browne), 카무스와 마운타니 남작(Baron de Camus und Mountany)이다. 아일랜드의 야생 거위의 비행(Flight of the Wild Geese)이라는 자코바이트 일족의 후예였다.

## 생애
자코바이트 귀족인 제2대 브로운 백작 울리세스 폰 브로운과 데스몬드 백작 가문 출신인 아나벨라 피츠제럴드 사이에서 바젤에서 태어났다. 양가 모두 아일랜드 9년 전쟁으로 추방된 몸이었다.

### 청년기
브라우니의 사춘기는 가족과 정략 결혼에 힘입어 순조로웠다. 아버지 울리세스와 백부 게오르그는 1716년에 신성 로마 황제 카를 6세에 의해 백작이 되었으며, 초대 말보로 공작 존 처칠과 친한 관계를 계속 유지했다. 그리하여 두 사람이 제국군에서 출세하는데 도움을 받았다. 1731년에 아버지가 사망하자 막시밀리안 울리세스는 제3대 브로운 백작이 되었다.

## 참고 문헌
- See Zuverlässige Lebensbeschreibung U.M. Reichsgrafen, v. B. K-K. Gen.-Feldmarschall (Frankfurt and Leipzig, 1757); Baron O'Cahill, Gesch. der grossen Herrführer (Rastadt, 1785, v. ii. pp. 264–316).
- Gilman, D. C.; Thurston, H. T.; Colby, F. M., 편집. (1905). 〈Browne, Maximilian Ulysses〉. 《신 국제 사전》 1판. New York: Dodd, Mead.